# Cancrion cancrorum
Cancrion cancrorum là một loài chân đều trong họ Entoniscidae. Loài này được F. Müller miêu tả khoa học năm 1864.